# Paul Harris (baloncestista)
Paul Harris (nacido el 15 de octubre de 1986 en Niagara Falls (Nueva York)) es un jugador de baloncesto estadounidense que actualmente pertenece a la plantilla del Étoile Sportive Saint-Michel Le Portel Côte d'Opale de la Liga Nacional de Baloncesto de Francia. Con 1,96 metros de estatura, juega en la posición de alero.

## Trayectoria deportiva
Formado en la NCAA en la universidad de Syracuse Orange. Comenzó su carrera profesional en la liga de desarrollo de la NBA con los Maine Red Claws y Iowa Energy. 
Tras pasar por Filipinas, Turquía y Francia, el jugador llegaría a Turquía para jugar en las filas del Uşak Sportif turco, donde realizó una gran temporada.
Durante la temporada 2015-16, realizó 17 dobles-dobles en puntos y rebotes en la temporada regular de la BSL con el Usak. Con 16.3 puntos, 9.6 rebotes y 2 asistencias de media, ha sido uno de los mejores jugadores de la temporada 2015-16 en Turquía.